# Cathédrale de Camerino
La cathédrale de Camerino ou cathédrale Notre-Dame de l'Annonciation (en italien : basilica cattedrale di Santa Maria Annunziata) est une église catholique romaine de Camerino, en Italie. Il s'agit de la cathédrale de l'archidiocèse de Camerino-San Severino Marche. Depuis 1970, elle a la dignité de basilique mineure.

## Histoire et patrimoine
L'église actuelle a été construite entre 1802 et 1832 d'après des plans d'Andrea Vici et de Clemente Folchi. Elle a été érigée sur le site de la précédente cathédrale médiévale romano-gothique, détruite lors du tremblement de terre de 1799. 
La sacristie abrite encore des œuvres telles qu'un crucifix peint du XIIIe siècle, une icône de la Madonne de la Miséricordia du XVe siècle, et d'autres peintures. L'église abritait autrefois un grand polyptyque de Carlo Crivelli, qui a été démonté et vendu : le panneau central se trouve aujourd'hui à la pinacothèque de Brera à Milan, celui de droite aux Galeries de l'Académie à Venise. L'une des chapelles contenait autrefois des fresques, aujourd'hui perdues, d'Andrea Sacchi. 
La crypte abrite deux lions du XIVe siècle sculptés par Armanno de Pioraco, un buste du cardinal Angelo Giori et de son frère Prospero réalisé par des disciples du Bernin, ainsi qu'un cercueil en marbre du XIVe ou du XVe siècle contenant les reliques de saint Ansevin (évêque de Camerino au IXe siècle).

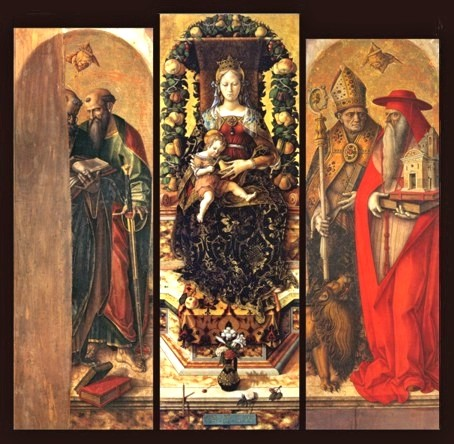
Polyptyque du Duomo de Camerino, Carlo Crivelli (années 1490).
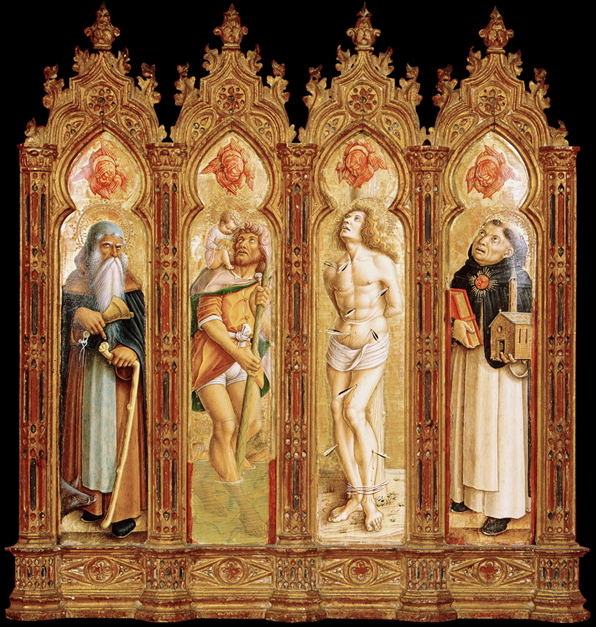
Les quatre saints de Denver, de gauche à droite : saint Antoine abbé, saint Christophe, saint Sébastien et saint Thomas d'Aquin, Carlo Crivelli (années 1490).